# アンダーグラウンド・コミックス
アンダーグラウンド・コミックス (Underground comics、あるいは Underground comix) とは、1960年代終わりにアメリカ合衆国で発生し、自費出版、あるいは小規模出版社から刊行された一群の漫画作品である。

## 歴史
アンダーグラウンド・コミックス運動の中心地はサンフランシスコであったが、ニューヨークやシカゴ、テキサス州のオースティンの重要な出版社や作家達もこの運動に含まれていた。この運動に関わった注目すべき作家としては、ロバート・クラム、ロバート・ウィリアムズ、ラリー・ウェルツ、S・クレイ・ウィルソン、スキップ・ウィリアムソン、リック・グリフィン、ギルバート・シェルトン、アート・スピーゲルマン、キム・ディッチ、ジェイ・リンチ、スペイン・ロドリゲス、ビル・グリフィス、ジャスティン・グリーン、トリナ・ロビンスがいる。典型的なメインストリーム・コミックが作家チーム（原作、下書き、ペン入れ、文字、彩色、編集）により執筆されるのに対し、デイヴ・シムの『Cerebus』（1977年-2004年）のような多くのアンダーグラウンド・コミックスは、単独の作家によって執筆された。アンダーグラウンド作家たちは、テリー・ツワイゴフ編集のもと、クラム、グリフィス、リンチ、スピーゲルマン、シャリー・フレニケンらが執筆した『Funny Aminals』（1972年）のようなテーマ別アンソロジー・コミック雑誌にも短編を寄稿した。
アンダーグラウンド・コミックスは、あらゆる事物に対する実験、ドラッグによる精神の変容、性的タブーの拒絶、既成の権威の嘲笑など、1960年代のカウンターカルチャーにおける関心事を反映していた。アンダーグラウンド・コミックスを表現するcomixというスペリングは、メインストリームの「comics」とアンダーグラウンド系出版物を区別するために造語された綴りである。メインストリームの外側で展開されるコミックの概念は、雑誌『MAD』16号（1954年10月）の表紙に使用された「Comics Go Underground（アンダーグラウンドに潜伏するコミックス）」という見出しで、ハーヴェイ・カーツマンにより提案された。「アンダーグラウンド・コミック」という用語は、1966年7月23日にニューヨークで開催されたコミックス・コンベンション内のパネル・ディスカッションにおいて、作家にして編集者ボブ・スチュワートにより創作された。出席者のテッド・ホワイトとアーチー・グッドウィンと共に、スチュワートは新しいタイプのコミックの誕生を予言した。「メインストリーム映画がアンダーグラウンド映画の誕生をうながしたのと同様のことが、コミックにおいても起こるだろうと私は考えています。あなた方はアンダーグラウンド映画と同様に、アンダーグラウンド・コミックを持つことになるでしょう。アンダーグラウンド・コミックはコミック形式におけるジェイムズ・ジョイスとも言える存在です。あなた方はイースト・ヴィレッジ・アザーに掲載されている幾つかのコマ漫画において、その開始を見ることができます」
ヘッド・ショップと呼ばれるアンダーグラウンド新聞やサイケデリック・ポスター、ドラッグ吸引用品を扱う小売店を通して、アンダーグラウンド・コミックスは大いに流通した。1970年代中期にベトナム戦争が終了すると、もはや気晴らしは必要でなくなり、ドラッグ用品の販売はアメリカ各地で禁止され、アンダーグランド・コミックスとアンダーグラウンド新聞の流通機構は干上がってしまった。多くのアンダーグラウンド作家達が創作を続けたが、アンダーグラウンド・コミックス運動は1976年にはその終焉を迎え、1980年代のコミックス・コード規制に従わないインディペンデント系出版社の勃興や、社会的な認知による大人向けのコミック作品群の拡大に取って代わられたと、ほとんどの研究家は考えている。

## 代表的なアンダーグラウンド・コミックス
- 『Air Pirates Funnies』（ダン・オニール他。ディズニーからの著作権訴訟で有名）
- 『Arcade』（ビル・グリフィスとアート・スピーゲルマン編集のアンソロジー雑誌）
- 『Bijou Funnies』（シカゴに基盤を置くアンソロジー。ジェイ・リンチ他）
- 『Binky Brown Meets the Holy Virgin Mary』（ジャスティン・グリーン。自伝的コミックの先駆け）
- 『Bogeyman』（ロリー・ヘイズ他）
- 『Comix Book』 - マーヴェルより実験的に出版されたメインストリーム出版社によるアンダーグラウンド・コミック
- 『Coochie Cootie's Men's Comics』（ロバート・ウィリアムズ）
- 『Corn Fed』（キム・ディッチ）
- 『The Fabulous Furry Freak Brothers』（ギルバート・シェルトン）
- 『Gothic Blimp Works』 - アンダーグラウンド新聞 East Village Other 制作のアンソロジー雑誌
- 『Hytone』『Despair』『Big Ass』『XYZ』（ロバート・クラム）
- 『It Ain't Me Babe』（トリナ・ロビンス編集のアンソロジー雑誌）
- 『Skull Comix』（グレッグ・アイアンズ編集のECコミック形式のホラー・コミック）
- 『Tales from the Tube』（リック・グリフィン）
- 『Wimmen's Comix』（Wimmen's Comix Collective 編集のアンソロジー雑誌）
- 『Witzend』（ウォレス・ウッドとビル・ピアソン編集のアンソロジー雑誌）
- 『Zap Comix』（ロバート・クラム、スペイン・ロドリゲス、S・クレイ・ウィルソン、リック・グリフィン、ロバート・ウィリアムズ、ヴィクター・モスコッソ）
- 『Cheech Wizard』（ボーン・ボード）

## 代表的なアンダーグラウンド・コミックス出版社
- ファンタグラフィックス(en:Fantagraphics)
- プリント・ミント(en:Print Mint)
- リップ・オフ・プレス(en:Rip Off Press)
- ラスト・ガスプ(en:Last Gasp)
- キッチン・シンク(en:Kitchen Sink Press)